# Eublemma pura
Eublemma pura is een vlinder uit de familie van de spinneruilen (Erebidae). De wetenschappelijke naam van deze soort werd voor het eerst voorgesteld als Noctua pura door Jacob Hübner in een publicatie uit 1813.

## Verspreiding
De soort komt voor in de steppeachtige gebieden van Marokko, Algerije en Tunesië, Portugal, Spanje (vasteland en de Balearen), Frankrijk, Italië en Turkije.

## Vliegtijd
De vlinder vliegt van april tot eind oktober in twee generaties.